# Albino Badinelli
Albino Badinelli (Allegrezze, 6 marzo 1920 – Santo Stefano d'Aveto, 2 settembre 1944) è stato un carabiniere italiano, insignito di Medaglia d'oro al merito civile alla memoria per essersi sacrificato il 2 settembre 1944 per salvare un gruppo di venti civili che i nazifascisti minacciavano di trucidare come rappresaglia a un attacco subito.

## Biografia
Nacque a Allegrezze, frazione di Santo Stefano d'Aveto, il 6 marzo 1920, figlio di Vittorio e Caterina Ginocchio. Al termine degli studi decise di arruolarsi nell'Arma dei Carabinieri, e nel 1939 iniziò a frequentare l'Accademia militare di Torino. Il 1 marzo 1940 viene incorporato, quale carabiniere ausiliario a piedi, presso la Legione Allievi Carabinieri di Roma, con la Ferma di Leva di 18 mesi. Il 10 giugno, con l'entrata in guerra del Regno d'Italia, diviene carabiniere effettivo, e trasferito alla Legione di Messina il 14 dello stesso mese, viene destinato a prestare servizio a Scicli. Il 2 maggio 1941 è trasferito alla Legione di Napoli ed incorporato nel neocostituito XX Battaglione CC. RR. mobilitato, con cui al termine dell'invasione della Jugoslavia raggiunge Zagabria, in Croazia, territorio dichiarato in stato di guerra, il 21 settembre 1941. Assegnato a prestare servizio a nella città di Knin, svolse compiti di vigilanza e Polizia Militare  nella zona occupata dalla 12ª Divisione di Fanteria "Sassari", dipendente dal IV Corpo d'Armata in forza alla 2ª Armata.
Rientrato in Patria è destinato a prestare servizio presso la Legione Carabinieri di Parma, assegnato alla Stazione di Santa Maria del Taro, in omonima provincia. Dopo la firma dell'armistizio dell'8 settembre 1943 si diede alla macchia, ma rimase nel territorio controllato dalla Repubblica Sociale Italiana. All'inizio del 1944 la sua caserma viene attaccata dai partigiani e rimane isolata e senza poter ricevere ordini. Consigliato a rientrare a casa, raggiunse i suoi genitori a Santo Stefano d'Aveto, che lo nascosero. Nei primi giorni di agosto il territorio dei paesi limitrofi di Casoni, Amborzasco e Alpicella d'Aveto, è oggetto di un rastrellamento da parte dei soldati della RSI, che il 27 dello stesso mese scesero verso Santo Stefano
d'Aveto.  Il giorno 29 i soldati del comandante del gruppo di esplorazione della 4ª Divisione alpina "Monterosa", maggiore Cadelo (detto "Caramella"), raggiunsero Allegrezze dandolo alla fiamme, si salvarono solo la chiesa e la canonica. Il 2 settembre il maggiore Cadelo emise un ordine perentorio in cui si diceva che se tutti gli sbandati e i renitenti alle armi non si fossero presentati presso il comando, sito nella Casa del Fascio di Santo Stefano d'Aveto, avrebbe fatto fucilare tutti i 20 ostaggi e incendiato il paese. Raggiunto spontaneamente il comando, Badinelli fu messo a colloquio con Cadelo, il quale appena seppe che era un carabiniere lo considerò un disertore e lo condannò immediatamente a morte tramite plotone di esecuzione. Chiesto di potersi confessare, cosa che gli fu negata, tuttavia ebbe la possibilità di confidarsi con monsignor Giuseppe Monteverde che, avvertito da un ragazzo, lo aveva raggiunto presso la Casa del Fascio. Il parroco lo confessò e lo benedisse raccomandandolo alla Vergine di Guadalupe e gli consegnò un crocefisso. Accompagnato dal monsignore fu portato nei pressi del cimitero  e posto di spalle contro il muro fu immediatamente fucilato. Poco prima di ricevere la scarica mortale esclamò: Dio perdona loro perché non sanno quello che fanno!. Il corpo fu lasciato esposto per ordine di Cadelo, a monito per la popolazione, ma venne trafugato da alcuni paesani guidati da monsignor Casimiro Todeschini, e posto su una scala di legno fu trasportato a spalla fino ad Allegrezze dove venne sepolto dal locale parroco monsignor Primo Moglia nel cimitero, dopo un breve rito funebre. Lasciava la sua famiglia e la fidanzata Albina.

## Onorificenze e riconoscimenti
Il 6 marzo del 2017 è stato commemorato come "Giusto", titolo riservato a coloro che si sono opposti con responsabilità ai crimini contro l'umanità e ai totalitarismi. La commemorazione è avvenuta durante la cerimonia di apertura delle celebrazioni per la Giornata europea dei Giusti, a Palazzo Marino, Milano, con la consegna delle pergamene per l’inserimento nel Giardino dei Giusti di tutto il mondo. È seguita poi la commemorazione in Consiglio Comunale, con la lettura dei nomi dei nuovi Giusti, ospiti d’onore nella seduta del Consiglio.
Nell'aprile del 2018 è stato inserito tra i "Testimoni" del Sinodo dei Giovani convocato da Papa Francesco in Vaticano dal 3 al 28 ottobre dello stesso anno.
Dal 5 settembre 2018 è intitolata alla sua memoria la Caserma sede del Comando Stazione Carabinieri di Santo Stefano d'Aveto (Ge).

## La causa di beatificazione
Con un rescritto del novembre 2019 la Congregazione delle Cause dei Santi ha trasferito la competenza sulla causa di Beatificazione di Albino Badinelli dalla diocesi di Piacenza-Bobbio (dove attualmente si trova la val d'Aveto e dove è morto Badinelli) a quella di Chiavari, più vicina e facilmente raggiungibile da Santo Stefano d'Aveto.
Il 2 luglio 2021, nella Solennità di Nostra Signora dell'Orto, patrona della diocesi, il Postulatore ha chiesto al Vescovo di Chiavari, Mons. Giampio Devasini, di procedere con l'apertura ufficiale del processo di Beatificazione e Canonizzazione del Servo di Dio Albino Badinelli. Successivamente sono pervenuti il parere favorevole dei Vescovi della Conferenza Episcopale Ligure e il nulla osta della Santa Sede per l'inizio della causa.
Il 26 febbraio 2022 si è svolta nella Cattedrale di Chiavari la solenne Celebrazione di apertura del processo, presieduta dal Vescovo, Mons. Giampio Devasini, e dall'Ordinario Militare per l'Italia, Mons. Santo Marcianò. Erano presenti anche rappresentanti dell'Arma dei Carabinieri e dello Stato, nonché Agnese Badinelli, sorella di Albino. 
Attualmente al giovane carabiniere è assegnato dalla Chiesa il titolo di Servo di Dio. 

### Annotazioni
1. ↑  La coppia ebbe undici figli, ed egli era il settimogenito.
2. ↑  In osservanza al Decreto Legislativo del 18 febbraio 1944, n.30, Pena capitale a carico di disertori, o renitenti alla leva.

### Fonti
1. 1 2 3 4  Mazza 2015, p. 10.
2. ↑  Mazza 2015, p. 11.
3. ↑  Mazza 2015, p. 14.
4. 1 2  Amore 2017, p. 92.
5. 1 2 3  Mazza 2015, p. 25.
6. 1 2 3 4  Amore 2017, p. 93.
7. ↑  Mazza 2015, p. 30.
8. ↑  Mazza 2015, p. 36.
9. ↑  Mazza 2015, p. 41.
10. ↑  Mazza 2015, p. 42.
11. 1 2 3  Mazza 2015, p. 43.
12. ↑  Amore 2017, p. 94.
13. ↑  Amore 2017, p. 95.
14. ↑  Mazza 2015, p. 44.
15. 1 2 3  Mazza 2015, p. 50.
16. ↑  Mazza 2015, p. 51.
17. ↑  Eugenio Arcidiacono, in Famiglia Cristiana n.° 36, 3 settembre 2017.
18. ↑  https://www.quirinale.it/onorificenze/insigniti/348069
19. ↑   Causa di Beatificazione, su Albino Badinelli.

### Periodici
- Gianluca Amore, Il carabiniere ausiliario Albino Badinelli, in Notiziario Storico dell'Arma dei Carabinieri, II, n. 4, Roma, Ufficio Storico del Comando Generale dell'Arma dei Carabinieri, aprile 2017,  pp. 92-95. URL consultato il 21 aprile 2025.